# Grdak
Grdak je naselje u Hrvatskoj u sastavu općine Sokolovca. Nalazi se u Koprivničko-križevačkoj županiji. 

## Zemljopis
Zapadno su Prnjavor Lepavinski, Mali Botinovac i Veliki Botinovac, sjeverozapadno je Vrhovac Sokolovački, sjeverno je Jankovac, sjeveroistočno su Domaji, jugoistočno su Velika Mučna i Sokolovac, jugozapadno su Mali Grabičani, Lepavina, Donjara i Mali Poganac.

## Stanovništvo
| broj stanovnika | 80    | 97    | 96    | 126   | 125   | 134   | 142   | 168   | 145   | 194   | 207   | 153   | 145   | 116   | 98    | 85    | 70    |
|                 | 1857. | 1869. | 1880. | 1890. | 1900. | 1910. | 1921. | 1931. | 1948. | 1953. | 1961. | 1971. | 1981. | 1991. | 2001. | 2011. | 2021. |